# Gastrulació

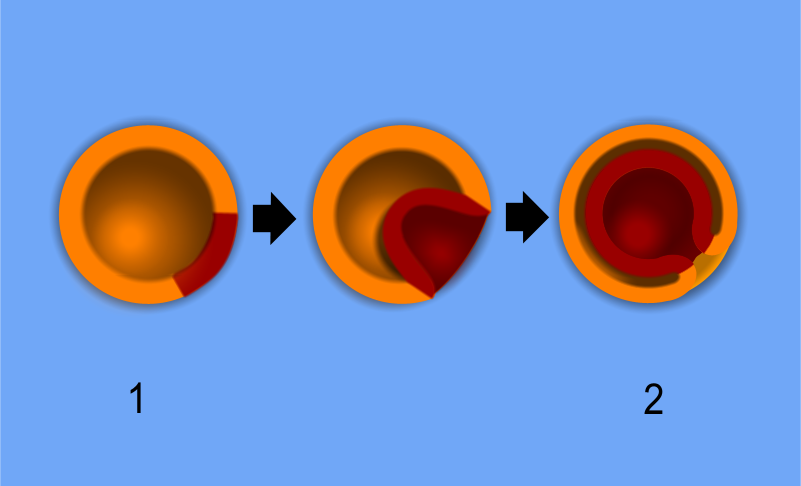
Esquema del procés de gastrulació del diploblast: La formació de fulls germinals de la ^{(1)} blàstula a ^{(2)} gàstrula. Algunes de les cèl·lules de l'ectoderma (taronja) es mouen a l'interior formant l'endoderma (vermell).

La gastrulació és una fase inicial en el desenvolupament embrionari dels animals, durant els quals la morfologia de l'embrió és dramàticament reestructurada per la migració cèl·lular. La gastrulació varia segons l'embrancament. La gastrulació és seguida per l'organogènesi, quan es desenvolupen els òrgans individuals dins dels fulls embrionaris recent formats.
A l'etapa anterior del desenvolupament embrionari, la segmentació s'arriba a un embrió multicel·lular, però sense diferències aparents entre els blastòmers (cèl·lules que formen l'embrió), excepte les diferències de mida. El patró estructural determina la nova ubicació de les cèl·lules i la diversificació determina les noves interaccions entre elles.
Al final de la gastrulació s'obtenen 3 poblacions de cèl·lules, 3 fulls embrionàris i 3 patrons diferents de grups d'animals (diblàstics i triblàstics).

## Moviments cel·lulars

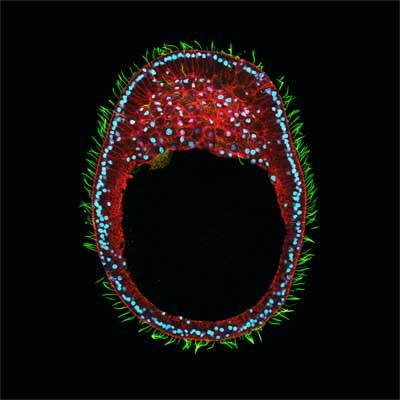
Una micrografia d'un embrió de Cnidari fixat durant la gastrulació, mostrant membranes cel·lulars (vermell), nuclis (blau), i cilia (verd)

Hi ha 5 formes de desplaçament cel·lular durant la gastrulació:
1. Invaginació o embòlia. Una làmina de cèl·lules que inicialment és externa, penetra plegant-se cap a l'interior del blastocel.
2. Ingressió. És la migració de cèl·lules individuals des d'una capa superficial cap a una interior. Les cèl·lules es converteixen en mesenquimàtiques (separades) i migren de forma independent.
3. Involució. Una làmina de cèl·lules penetra cap al blastocel i, o s'intercala entre la capa externa i la interna, o es col·loca sobre la superfície interna de la capa externa de cèl·lules.
4. Epibòlia. Moviment de làmines generalment ectodèrmiques, que es despleguen com una unitat per a envoltar les capes profundes de l'embrió. Expansió d'una làmina de cèl·lules sobre altres cèl·lules. És un subministrament de cèl·lules que es desplacen cap a l'interior i permet el creixement embrionari.
5. Delaminació. Les cèl·lules de l'ectoderma es divideixen de forma anticlinal normalment però en la primera etapa de la gastrulació es divideixen periclinalment i les cèl·lules que han quedat a l'interior migren cap al blastocel. En resum, és la separació d'una làmina en dues làmines més o menys paral·leles.

## Gastrulació en equinoïdeus
Les ofiures, les estrelles de mar i els eriçons de mar pertanyen a aquest grup. En la segmentació hi ha divisions asimètriques que donen lloc a 3 poblacions cel·lulars en segons la mida: 
1. Micròmers.
2. Mesòmers
3. Macròmers.

A mesura que els micròmers ingressen, les cèl·lules del pol vegetal es mantenen unides i ocupen el lloc de les ingressades. Després, estant el lloc ocupat per macròmers, aquestos comencen a invaginar. La regió invaginada s'anomena arquènteron o intestí primitiu (del grec arquen (antic), enteron (digestiu)) i és on està l'endoderma que donarà lloc al tub digestiu. El blastoporus és una obertura que comunica l'arquènteron i l'exterior de l'embrió. De l'extrem interior de l'arquènteron comença un nou procés d'ingressió de part dels macròmers cap al blastocel i a partir d'ells es formarà la musculatura i l'aparell excretor.
Al final de la gastrulació es diferencien:
- Ectoderma: cèl·lules epidèrmiques.
- Mesoderma primària i secundària (prové de l'arquènteron): musculatura, excretor.
- Endoderma: tub digestiu.

A l'ectoderma del pol animal hi ha una població molt reduïda (4-5) de cèl·lules que no es diferencien en epidermis sinó en neurones que formen un collar al voltant de l'orifici bucal.
En el procés té lloc ingressió per partida doble, epibòlia i embòlia.

### Ingressió
El 1r canvi observable és la síntesi i exocitosi de proteases, en general tripsina. La conseqüència és la hidròlisi i trencament de complexos d'unió, així les cèl·lules ja no estan unides a les veïnes.
El 2n pas és la reorganització citoesquelètica dels microtúbuls i microfilaments i algunes cèl·lules comencen a separar-se per moviment ameboide de les cèl·lules veïnes. Augmenta l'afinitat dels micròmers pels components de la paret interna del blastocel. Si introduïm anticossos per a fibronectina, no es produeix la ingressió, el que demostra que tenen afinitat per la fibronectina.
Es transcriu un gen que produeix una nova proteïna de membrana anomenada Meso-1, que equival a la integrina. Fins ací la 1a ingressió. La 2a ingressió és idèntica.
Quan els micròmers arriben a la seua destinació passen per una fusió de membranes per a donar lloc a un plasmodi (fusió de citoplasmes). A partir d'ací es produeix una nova reorganització del citoesquelet, la calcificació de microtúbuls i microfilaments ordenats i la mort cel·lular programada (apoptosi) dels micròmers és el procés de formació de les varilles esquelètiques.

### Invaginació
Comença amb un canvi en el patró d'expressió gènica dels macròmers una vegada han entrat al blastocel. Comencen a sintetitzar un GAG, el condroitin-sulfat. L'acumules en vesícules de secreció i quan hi ha prou l'exociten cap al costat contrari del blastocel. Quan són exocitats, absorbeixen aigua i augmenten molt de volum. Si entre els macròmers i la membrana de fecundació rígida aboquem un GAG que s'unfla, els macròmers seran espentats cap al blastocel. Ja tenim marcat el sentit de desplaçament per a començar a formar l'arquènteron. El creixement del tub depèn de dos factors. Un d'ells és l'epibòlia.
Quan l'arquènteron s'apropa al pol animal, comença la 2a ingressió per a formar la mesoderma 2ària.

## Gastrulació en amfibis
Els amfibis tenen un ou mesolecit, segmentació holoblàstica desigual, amb pol animal amb divisions més ràpides (micròmers) i el pol vegetal amb cèl·lules més grans. El blastocel està desplaçat cap al pol animal.
Territoris presumptius:
El primer mètode per a determinar la destinació dels blastòmers el desenvolupà Karl Vogt a finals del segle xix. Utilitzà colorants vitals (substància acolorida i no tòxica que la cèl·lula pot incorporar per pinocitosi però no té ruta metabòlica). Com els blastòmers no poden exocitar ("estrenyiment crònic"), la substància no se n'ix i s'acumula al citoplasma. Si la cèl·lula es divideix, les cèl·lules filles mantindran el color. Es fan servir colorants de diferent color i amb un trosset d'agar es toquen les cèl·lules, tintant-les. Aleshores aquestes pinocitaran el color.
Quan la gastrulació està prou avançada, els components endo i mesodèrmics pràcticament passen a l'interior. Mitjançant talls sagitals que passen pel pol animal (PA) i pel pol vegetal (PV).

### Primera etapa
Inici de la formació del blastòporus per la invaginació de cèl·lules en la futura regió dorsal que formaran el mesoderma. En amfibis, es pot dividir el mesoderma en tres regions: precordal, cordal i caudal.
La formació del blastòporus és progressiva, no com en els equinoïdeus, que és clavar el dit. És com si s'agafassen dues navalles i es clavaren en un meló llavi dorsal del blastòporus. L'entrada estreta s'eixampla i en el procés d'invaginació, la mesoderma arrossega l'endoderma.
El punt on es forma el blastòporus és diferent que als equinoïdeus. En amfibis, l'eix dorsoventral el marca el punt d'entrada de l'espermatozou. Els microtúbuls del centríol de l'espermatozou dirigeixen els moviments citoplasmàtics i possibiliten que les cèl·lules vegetals que estan situades diametralment oposades a l'entrada de l'espermatozou formen el blastòporus i, a més, seran la porció dorsal del cos. El citoplasma de l'oòcit es manté orientat respecte a la gravetat degut a la gran densitat del vitel, però amb l'entrada de l'espermatozou, el citoplasma cortical gira activament 30-45° en sentit animal (cap "amunt"), cap al punt d'entrada de l'espermatozou. Així doncs, ja no hi ha dos punts (PA i PV) sinó tres, i tres punts determinen un pla i, per tant, la simetria bilateral. La creixent gris està situada a l'extrem oposat de l'hemisferi del punt on entra l'espermatozou.
Les cèl·lules que han entrat per invaginació, desplacen el cos principal cap a dins però no perd el contacte amb la superfície mitjançant un coll prim. Són les cèl·lules en botella i aquestes revesteixen l'arquènteron a mesura que es forma. Reconeixen el camí recorrent la fibronectina i arrosseguen cèl·lules per a moure la làmina.

### Segona etapa
Una làmina de cèl·lules externes penetra cap a dins i s'intercala entre la làmina externa i la interna (involució). La làmina interna són les cèl·lules en botella que migren pel pol animal formant l'arquènteron i reduint la mida del blastocel. Després falta un tros on no hi ha mesoderma. Ací l'endoderma progressa i acaba de tancar el blastocel i el mesoderma pot acabar de col·locar-se i ja tenim les 3 capes. Aquest és el tancament del tub digestiu i es considera el final de la gastrulació.
Encara que es considera aquest moment com el final de la gastrulació, la neuroectoderma ja ha començat l'organogènesi dificultat de separar els dos processos. En la porció cefàlica sempre estarà més avançat el procés (gradient cefalocaudal).

### Regionalització de la mesoderma
Ocorre paral·lelament a la fi de la gastrulació i l'inici de la neurulació. La mesoderma precordal és la mesoderma de la regió cefàlica i formarà parcialment els músculs i esquelet cefàlic (concretament el crani). La mesoderma cordal dona lloc a la notocorda i la ventral i dorsal originaran les dues làmines laterals de la mesoderma. Aquesta última es regionalitzarà en 3 zones (dorsal, intermèdia i lateral).
Les cèl·lules més internes d'aquesta fulla mesodèrmica migren cap a l'exterior deixant una cavitat que donarà lloc a les cavitats celomàtiques. A la fi, la mesoderma es divideix en 3 regions:
- Regió dorsal o mesoderma dorsal i d'aquesta se'n derivarà la musculatura esquelètica, l'esquelet axial (les dos cintures) i la dermis.
- Mesoderma intermèdia. D'aquesta derivarà l'aparell excretor i el reproductor.
- Porció lateroventral o mesoderma de les làmines laterals. D'ací deriva el sistema circulatori, la sang, la musculatura i esquelet de les extremitats i el component mesodèrmic de les quatre membranes embrionàries (en amfibis no perquè són anamniotes).

## Gastrulació en aus i rèptils
És molt semblant a la de mamífers. La segmentació es produeix mentre l'ou baixa per l'oviducte, després es fa la closca i es para el procés. Aleshores es pon l'ou i si com a molt 4-5 dies després es cova, l'augment de la temperatura farà que el procés continue. La blàstula s'anomena discoblàstula i té 3 parts:
- Epiblast, és la monocapa de cèl·lules externes.
- Hipoblast, és la monocapa interna.
- Blastocel, la cavitat intermèdia.

En un punt que posteriorment serà la zona marginal posterior, hi ha un increment en la taxa de proliferació en un punt de l'epiblast i s'originarà un engrossament. La situació d'aquest punt no té res a veure amb el punt d'entrada de l'espermatozou. La proliferació continua i migra formant la línia primitiva. Aquesta línia s'estendrà un 75-80% de la longitud de l'embrió.
Quan la línia primitiva ha crescut el suficient, comença una etapa de desplaçament cap al blastocel, les cèl·lules de la línia ingressen al blastocel formant el solc primitiu. A causa d'aquesta ingressió es forma el solc primitiu. Les cèl·lules que ingressen cap a l'hipoblast i les de l'hipoblast formaran l'endoderma (respiratori, digestiu i part de les membranes extraembrionàries). Les cèl·lules que queden pel mig del blastocel formaran el mesoderma, excepte la cordal i la cefàlica. Les cèl·lules que queden a l'epiblast seran les que formen l'ectoderma. En les aus i rèptils la neurulació també s'encavalca amb la gastrulació.
En la regió anterior de la línia primitiva es produeix una ingressió més destacada, formant-se una estructura amb forma d'embut, el node de Hensen. Per ací ingressen cèl·lules amb destí endo i mesodèrmic. Les cèl·lules que ingressen no es queden en el punt d'entrada sinó que migren cap endavant, cap a la regió cefàlica. Les primeres cèl·lules que ingressen són les germinals primordials. Després ingressem les cèl·lules que formaran l'endoderma i mesoderma cefàliques. Com veiem, per davant del crani tenim les cèl·lules germinals formant la mitja lluna germinal, i estaran allí extraembrionalment fins que estiga ben avançada la histogènesi.
Després, el node de Hensen es desplaça cap a la regió caudal i al seu pas es va tancant el solc primitiu a manera de cremallera. Mentre va retrocedint continuen ingressant cèl·lules que generaran mesoderma cordal. La notocorda va creixent en longitud mentre retrocedeix el node de Hensen. 33h d'incubació després, l'encèfal ja està en organogènesi i la part caudal està acabant la gastrulació gradient cefalocaudal.

## Gastrulació en mamífers
És molt semblant als altres. Els trofoblasts continuen proliferant però de dues formes diferents:
- Amb divisió completa, els citotrofoblasts.
- Els altres ho fan de forma incompleta, sense citocinesi, generant-se cèl·lules multinucleades, són els sincititrofoblasts.

El citotrofoblast més el sincititrofoblast formen el còrion. A partir d'ací, l'embrió pot rebre nutrients formant una cavitat per la reorganització del se cèl·lules de l'antiga massa cel·lular, la cavitat amniòtica. En la reorganització també es formen dues capes de cèl·lules: epiblast i hipoblast.
Es produeix una intensificació en el ritme proliferatiu de les cèl·lules de l'epiblast. Part d'aquestes cèl·lules s'acumulen formant un diàmetre, la línia primitiva. Aquest és un pas important de l'evolució que permet als animals reproduir-se fora de l'aigua, ja que l'embrió es desenvolupa en un medi aquós.
Les cèl·lules epidèrmiques del sac vitel·lí fagocitaran plaquetes digerint-les lisosomalment i excretaran els productes als vasos sanguinis, que ho distribuiran per l'embrió. Açò passa fins que es desenvolupe el tub digestiu.
També existeix un node de Hensen que es forma a l'extrem posterior de l'embrió però en aquest cas, les cèl·lules germinals primordials no ingressen per la part anterior, entren a la regió peritoneal (abdomen).
Quan comença a tancar-se el tub digestiu a nivell ventral, prop de la zona dorsal es forma una evaginació que constitueix l'última membrana extraembrionària, l'al·lantoide, que acumula els residus metabòlics de l'embrió. En mamífers, aquesta membrana es forma però no arriba a ser funcional perquè les deixalles s'excreten per la sang materna. Excepte en súids (porcs i afins) que sí que s'utilitza molt perquè la mare no dona abast per a excretar via plasma sanguini.
El còrion i l'amnios són d'origen ectodèrmic. L'al·lantoide i el sac vitel·lí són fulles d'origen mesodèrmic. Totes tenen part mesodèrmica que forma el teixit conjuntiu i els capil·lars.

### Funcions del còrion
Les cèl·lules del còrion sintetitzen gonadotrofina coriònica. Aquesta estimula les cèl·lules de la decídua (epiteli endometrial) perquè les cèl·lules endometrials s'estabilitzen i els capil·lars es mantinguen funcionals, perquè no hi haja menstruació. El Predictor® es posa de color per la gonadotrofina. La concentració de gonadotrofina ha de ser alta perquè no hi haja menstruació, que és el cas més habitual d'avortament.
En aus i rèptils, el còrion és el responsable de l'intercanvi de gasos entre l'interior i l'exterior. Les cèl·lules del còrion sintetitzen una 2a hormona: la somatotropina coriònica, que serveix per al desenvolupament del teixit glandular mamari de la mare. Les cèl·lules d'aquestes glàndules tenen molt de reticle endoplasmàtic llis i rugós i aparell de Golgi, que dupliquen la seva mida, però no són funcionals. Després del part es posen en marxa.
Com que l'embrió és genòmicament diferent a la mare, els anticossos d'histocompatibilitat són diferents. El còrion emmascara aquests de forma local perquè la mare no rebutge a l'embrió considerant-lo un cos aliè.